# Dicranomyia altandina
Dicranomyia altandina är en tvåvingeart som först beskrevs av Alexander 1957.  Dicranomyia altandina ingår i släktet Dicranomyia och familjen småharkrankar. Inga underarter finns listade i Catalogue of Life.